# 莫纳斯泰罗洛德尔卡斯泰洛
莫纳斯泰罗洛德尔卡斯泰洛（義大利語：Monasterolo del Castello），是意大利贝加莫省的一个市镇。总面积8平方公里，人口1099人，人口密度137.4人/平方公里（2009年）。国家统计（ISTAT）代码为016137。